# Fal·làcia del fiscal
La fal·làcia del fiscal és una fal·làcia relacionada amb el raonament estadístic. Pot aparèixer en contextos de dret penal i és d'aquí d'on rep el seu nom: de la figura del fiscal en el judici, que pot tenir una tendència a exagerar les proves de càrrec contra l'acusat. El terme fou esgrimit per primer cop per William C. Thompson i Edward Schumann el 1987.

## Desenvolupament de la fal·làcia

### Bases probabilístiques
En concret, la confusió (deliberada o no) té lloc com a conseqüència d'una mala interpretació de les probabilitats condicionals. En estadística, es denota per {\displaystyle P(A|B)} la probabilitat que ocorri A donat que ha ocorregut B. Per exemple, en el context judicial en el que s'acostuma a encabir la fal·làcia, pot dir-se que la probabilitat d'un acusat de ser culpable és {\displaystyle P(culpable)}. És evident que si apareixen proves incriminatòries, la probabilitat augmentarà: {\displaystyle P(culpable|proves)>P(culpable)}.
Cal també notar la diferència entre {\displaystyle P(A|B)} i {\displaystyle P(B|A)}, que en general no seran pas iguals. De fet, la relació entre elles ve donada per una de les fórmules més importants en estadística, el teorema de Bayes. Així doncs, cal llegir {\displaystyle P(culpable|proves)} com la probabilitat de ser culpable donades certes proves i {\displaystyle P(proves|culpable)} com la probabilitat d'existir certes proves donat que s'és culpable.

### Exemple clàssic
L'enunciat clàssic de la fal·làcia sol ser el següent:
"A l'escena d'un crim es troben restes de sang que no són de la víctima: es tracta d'un tipus sanguini rar, comú només en l'1% de la població. L'acusat té aquest mateix tipus sanguini. El fiscal afirma que l'acusat només tindria un 1% de probabilitats de tenir aquest tipus sanguini si fos innocent. Per tant, conclou que és culpable amb una probabilitat del 99%."
La trampa argumentativa rau en l'assimilació que fa el fiscal de {\displaystyle P(sang|culpable)} i {\displaystyle P(culpable|sang)}. És a dir, aquí el rellevant no és la probabilitat de tenir el tipus sanguini si s'és culpable, sinó la probabilitat de ser culpable si es té el tipus sanguini. Ja ha quedat demostrat que té el tipus sanguini indicat, això es pot donar per fet; el que queda per veure és si d'això se'n desprèn que és culpable.

### Resolució
La solució rigorosa de la situació passa per aplicar correctament la regla de Bayes, que té en compte les probabilitats a priori (i.e., {\displaystyle P(culpable)} i {\displaystyle P(sang)}). En concret, la probabilitat de ser culpable un cop s'ha determinat la coincidència de la sang, seria {\displaystyle P(culpable|sang)={\frac {P(culpable)\times P(sang|culpable)}{P(sang)}}}. Es pot veure com la probabilitat base de ser culpable afectaria positivament la probabilitat condicionada, mentre que la probabilitat prèvia de tenir el tipus sanguini la reduiria: si el tipus sanguini fos molt comú a la població, no suposaria una prova gaire significativa.

## Casos Reals
Malauradament, les fal·làcies i els errors lògics a vegades acaben materialitzant-se en exemples reals. En aquest cas, els jutges o jurats, que poden no tenir coneixements profunds d'estadística, poden ser fàcilment influenciats per les associacions anteriorment exposades i emetre veredictes esbiaixats.

### El cas Sally Clark
El cas més famós és el de Sally Clark, que fou acusada d'assassinar els seus dos fills. La seva línia de defensa: que els seus fills havien mort per mort sobtada (o SIDS). L'argumentació del fiscal, que la probabilitat que dos germans morin per mort sobtada és d'una entre 73 milions; ergo, la mare els deuria haver matat. El jurat ho va veure clar: només podia ser culpable.
Aquest és un cas clar de fal·làcia del fiscal, ja que s'està confonent {\displaystyle P(duesMorts|innocent)} i {\displaystyle P(innocent|duesMorts)}: la probabilitat que haguessin mort els fills si la mare fos innocent i la probabilitat de ser innocent posat que han mort els fills.
D'entrada el fiscal comet un error més enllà de la fal·làcia pròpiament, en el moment en què calcula la probabilitat de dues morts sobtades en dos germans com a probabilitats independents. La mort sobta del lactant no és una malaltia perfectament coneguda i se sospita que pot tenir al darrere causes genètiques o d'hàbits domèstics (forma de dormir, ventilació...). Així doncs, tot i que seguiria essent molt improbable, la probabilitat que dos germans morin de SIDS no és igual a la multiplicació de les probabilitats que un nen a l'atzar mori de SIDS.
En quant a la fal·làcia, convindrem que és molt improbable que dos germans hagin mort per causes naturals, però és que també és tremendament improbable que una mare hagi mort els seus dos fills. Visualment podem imaginar una multitud de punts verds, que representen tots els germans del món, que creixeran i viuran sense problemes. Un d'aquests punts podria ser blau (representant l'extraordinàriament improbable cas en què tots dos moren de mort sobtada). Finalment, uns pocs podrien ser vermells, representant els casos en què una mare desequilibrada acaba amb la vida dels seus dos fills.
A l'hora de ponderar les probabilitats no hem de comparar el punt blau amb tots els punts verds, sinó amb el petit grup de punts vermells. De fer-ho així, la probabilitat que la mare sigui en efecte l'assassina dels seus fills podria no ser menyspreable, però en cap cas absurdament descomunal i motiu suficient per a la condemna incontrovertida, com es va presentar al judici. L'obtenció d'evidències complementàries seria la clau per a emetre un veredicte amb garanties.
El cas de Sally Clark fou revisat amb posterioritat i fou finalment absolta el gener del 2003, després d'haver passat tres anys a la presó.